# بابی دریسکال
رابرت کلتوس دریسکال (انگلیسی: Robert Cletus Driscoll) معروف به بابی دریسکال، یک هنرپیشه اهل آمریکا بود. از فیلم‌ها یا برنامه‌های تلویزیونی که وی در آن نقش داشته‌است می‌توان به پیتر پن و پنجره یا عزیز دلم اشاره کرد.
او جایزه اسکار نوجوانان را برای بازی‌های برجسته در فیلم‌های عزیز دلم و پنجره دریافت کرد.

## زندگی اولیه
او رابرت کلتوس دریسکال در سدار راپیدز، آیووا، تنها فرزند کلتوس (۱۹۰۱–۱۹۶۹)، فروشنده عایق، و ایزابل (متخلص به کراتز؛ ۱۹۰۴–۱۹۸۱)، معلم سابق مدرسه، به دنیا آمد. مدت کوتاهی پس از تولد او، خانواده به د موین نقل مکان کردند، که تا اوایل سال ۱۹۴۳ در آنجا ماندند. هنگامی که یک پزشک به پدر توصیه کرد که به کالیفرنیا نقل مکان کند، خانواده به لس آنجلس نقل مکان کردند، زیرا او از کار با آزبست رنج می‌برد.
والدین دریسکال تشویق شدند تا به پسرشان کمک کنند تا در فیلم‌ها به عنوان بازیگر کودک تبدیل شود. پسر آرایشگر آن‌ها که یک بازیگر بود، بابی را برای بازی در درام خانوادگی فرشته گمشده (۱۹۴۳) که مارگارت اوبراین در آن بازی می‌کرد، در ام‌جی‌ام تست داد. دریسکال پنج ساله در حین گشت و گذار در استودیو، متوجه یک کشتی ماکت شد و پرسید که آب کجاست؛ کارگردان تحت تأثیر کنجکاوی و هوش پسر قرار گرفت و او را از بین ۴۰ نفر انتخاب کرد.